# 惡意廣告
惡意廣告是種透過線上廣告來散播惡意軟體的一種廣告。
惡意廣告透過線上廣告網路及網頁的侵入型廣告來散播惡意軟體。線上廣告提供散步惡意軟體一個溫床因為可以透過其向使用者利用明顯的宣傳手法吸引點擊。因為廣告內容可以在知名的網頁上面顯示，這點使網路犯罪者有了一個平台來散布惡意軟體給一些沒有注意廣告或安全概念的使用者。惡意廣告是對於犯罪者有吸引力並且可以透過其快速散播於大量的合法網站且不需與個別網站進行溝通。

## 如何運作
網站或網路發布者會在沒有預先了解的情況下收錄了惡意廣告於他們的頁面當中。當廣告已經在頁面中並且瀏覽者已經點擊，他們的電腦可能已經中毒，“用戶點擊廣告並且瀏覽廣告網頁，或者被重新導向至惡意網站，這些網站會利用技巧來讓用戶安裝看似非常類似 Flash播放器軟體的間諜軟體。”重新導向非常容易出現在線上廣告中, 並且散布惡意軟體因為用戶很容易以為這就是他們原先點擊的廣告。

## 方法及模式
瀏覽網站非常容易被惡意廣告引響且非常有風險。以下列出不同種廣告或軟體於網頁中顯示的方法:
- 彈出式廣告是非常常見偽裝成下載軟體，甚至是假的防毒軟體並安裝許多惡意軟體於電腦中
- 文字廣告或段落中廣告
- 路過式下載
- 網頁小工具可以指定重新導向至一個惡意網站
- 隱藏的iframes框架散播惡意軟體
- 濫用內容傳遞網路來散布惡意軟體
- 惡意橫幅廣告
- 網頁中的第三方廣告
- 第三方軟體，像是論壇、幫助平台、客戶關係管理系統以及內容管理系統[1]